# Abor & Tynna
Abor & Tynna sta avstrijski glasbeni duo, ki ga sestavljata brat in sestra Attila in Tünde Bornemisza.

## Zgodovina
Odraščala sta v družini glasbeni družini. Njune korenine izvirajo iz Madžarske in Romunije, trenutno pa živita na Dunaju. Njun oče Csaba Bornemisza je od leta 1993 violončelist Dunajskih filharmonikov, orkestra Dunajske državne opere. Tünde študira psihologijo, Attila pa strojništvo. Leta 2016 sta posnela svojo prvo skupno pesem. Leta 2020 sta prejela povabilo, da se udeležita avstrijskega nacionalenga izbora za Pesem Evrovizije, vendar sta jo zaradi pomankanja izkušen zavrnila. Leta 2024 sta nastopila kot predskupina na turneji Nine Chuba.

### Pesem Evrovizije
Leta 2025 sta sodelovala v oddaji Chefsache ESC 2025 - Wer singt für Deutschland?, nemškem nacionalnem izboru za Pesem Evrovizije 2025. V finalu, ki je potekal 1. marca sta zmagala s pesmijo »Baller«. Prejela sta 34,9% vseh telefonskih glasov. Tünde Bornemisza je pela edino povsem nemško pesem na izboru, na violončelu jo je spremljal brat Attila. Njuna skladba je prva po letu 2007, ki bo bila odpeta v nemškem jeziku na tem tekmovanju.

## Diskografija

### Studijski album
| Naslov    | Podrobnosti                                                                                    | Najvišja uvrstitev na lestvici |
| Naslov    | Podrobnosti                                                                                    | GER                            |
| --------- | ---------------------------------------------------------------------------------------------- | ------------------------------ |
| Bittersüß | - Objavljeno: 14. januarja 2025 - Založba: Jive Germany - Formati: Digitalni prenos, streaming | 37                             |

### Pesmi
| Naslov              | Leto | Najvišja uvrstitev na lestvici | Najvišja uvrstitev na lestvici | Album     |
| Naslov              | Leto | GER                            | LAT Air.                       | Album     |
| ------------------- | ---- | ------------------------------ | ------------------------------ | --------- |
| »Anti Ally«         | 2020 | —                              |                                |           |
| »Winx Club«         | 2022 | —                              |                                |           |
| »Coco Taxi«         | 2023 | —                              | —                              | Bittersüß |
| »Plattenpräsident«  | 2024 | —                              | —                              |           |
| »Küsschen«          | 2024 | —                              | —                              | Bittersüß |
| »Mama«              | 2024 | —                              | —                              | Bittersüß |
| »Guess What I Like« | 2024 | —                              | —                              | Bittersüß |
| »Seifenblasen«      | 2024 | —                              | —                              | Bittersüß |
| »Baller«            | 2025 | 13                             | 28                             | Bittersüß |